# متحف سكة حديد شمال القوقاز
متحف سكة حديد شمال القوقاز (بالروسية: Музей Северо-Кавказской железной дороги)، هو متحف السكك الحديدية في روستوف-نا-دونو، روستوف أوبلاست، روسيا. افتتح في 1 أغسطس 2003. ويتكون من غرفة في مركز المجتمع للسكك الحديدية، ومساحة العرض 12.400 متر مربع في محطة غلوبوكايا على مشارف الجنوب الغربي من روستوف-نا-دونو.
افتتح أول متحف في تاريخ السكك الحديدية بشمال القوقاز في 4 نوفمبر 1960، وذلك في مركز مجتمع السكك الحديدية في محطة روستوف-غلافني.

## المعارض

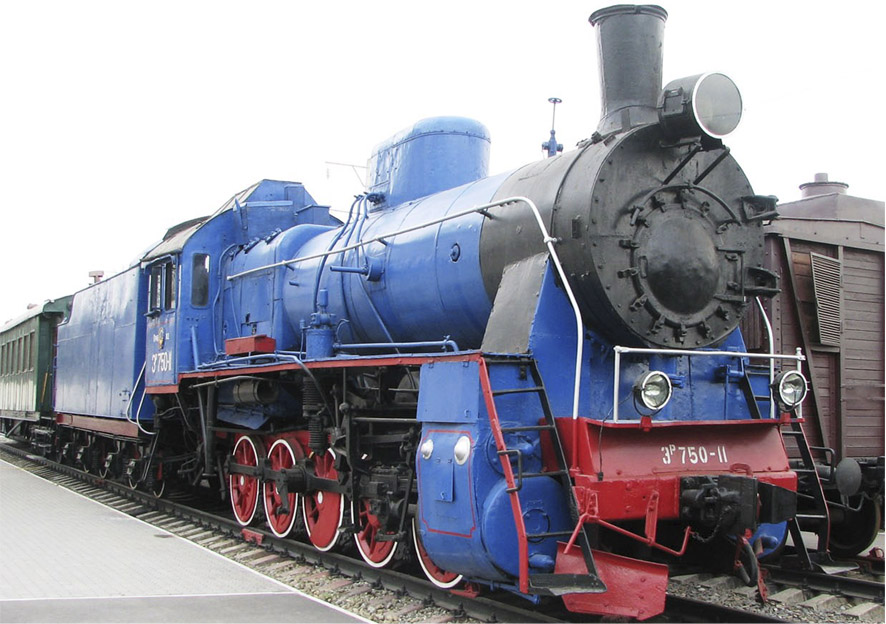
> قاطرة البخار صنف E^{r}

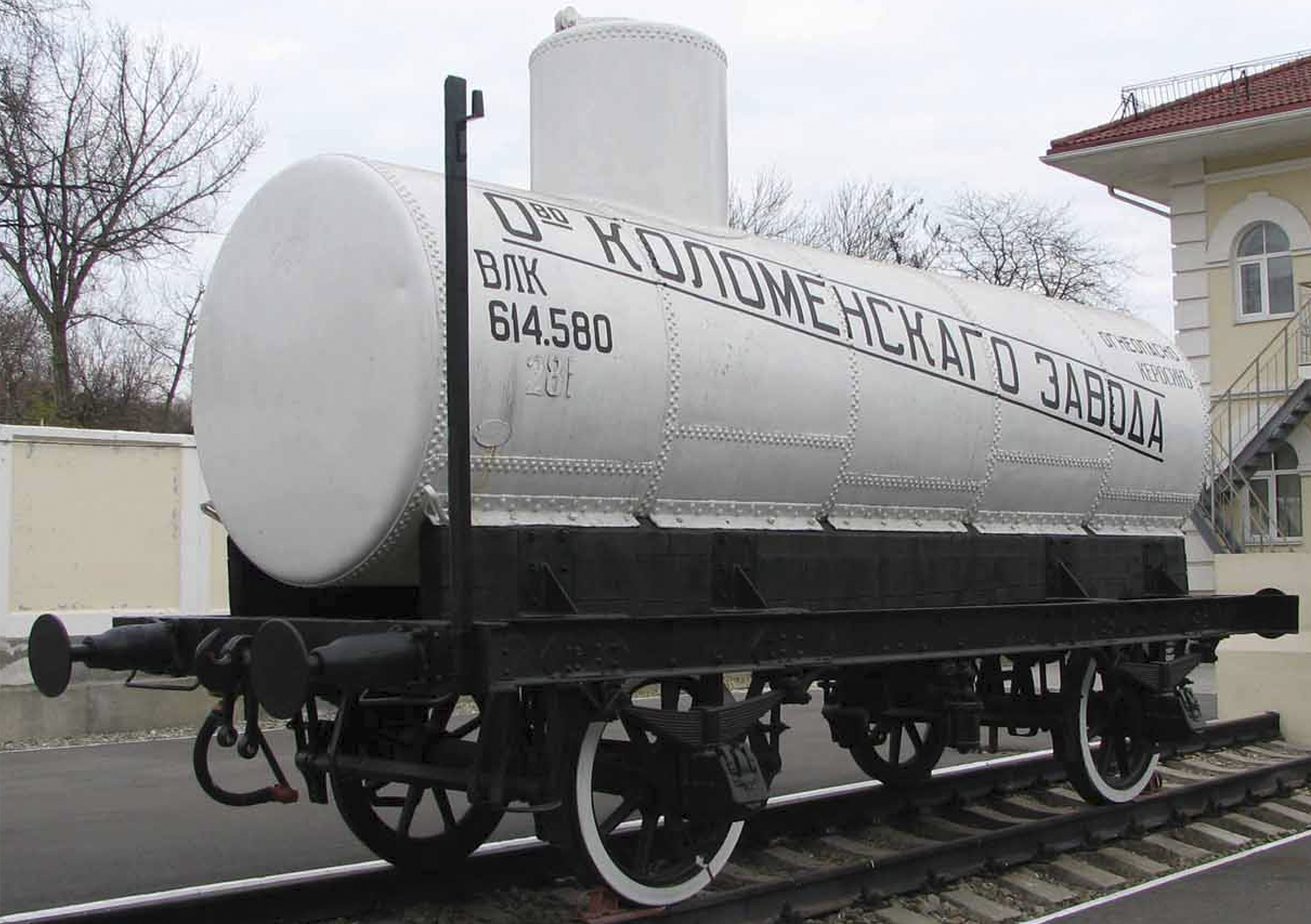
ناقلة بترول

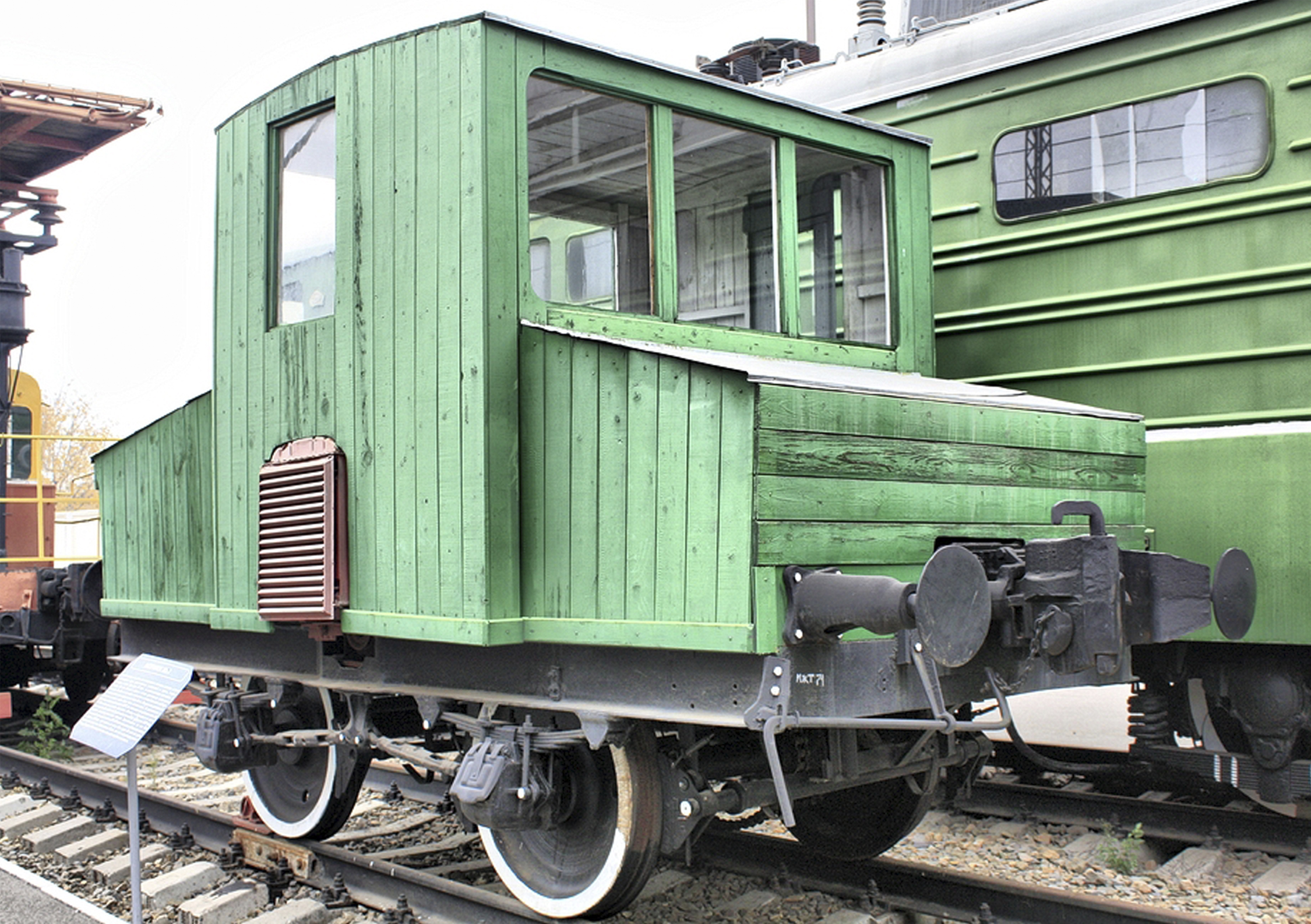
قاطرة المحرك صنف Mz2

المعرض يعرض قاطرات السيارات، ضوء حركة المرور، رافعة المياه. أقدم شيء موجود هو ناقلة بترول للمواد الكيميائية من أواخر القرن 19. القاطرات كاملة الحجم بالإضافة إلى وحدة متعددة الكهربائية هي كالآتي:

### القاطرات
- قاطرة بخارية طراز E
- قاطرة بخارية طراز FD
- قاطرة بخارية طراز L
- قاطرة بخارية طراز P36
- قاطرة بخارية طراز TE (الكأس الألمانية طراز 52)
- قاطرة بخارية طراز SO
- قاطرة بخارية طراز Su
- قاطرة ديزل طراز TE3
- قاطرة ديزل طراز TEP60
- قاطرة ديزل طراز TEP10
- قاطرة ديزل طراز TEM1
- سك قاطرة ديزل طراز TU10
- قاطرة كهربائية طراز VL8
- قاطرة كهربائية طراز VL22m
- قاطرة كهربائية طراز VL41
- قاطرة كهربائية طراز VL61
- قاطرة كهربائية طراز VL80
- قاطرة كهربائية طراز VL84
- قاطرة كهربائية طراز ChS4

### وحدة متعددة الكهربائية
- ER22 سلسلة متعددة الوحدة الكهربائية (سيارتي تحكم وسيارة كهربائية)